# Chengiopanax
Chengiopanax es un género de fanerógamas perteneciente a la familia  Araliaceae, que comprende 2 especies. Se encuentran distribuidas en Asia en China y Japón.

## Taxonomía
El género fue descrito por C.B.Shang & J.Y.Huang y publicado en Bulletin of Botanical Research 13(1): 47. 1993.

## Especies
- Chengiopanax fargesii (Franch.) C.B.Shang & J.Y.Huang
- Chengiopanax sciadophylloides (Franch. & Sav.) C.B.Shang & J.Y.Huang